# Jerzy Christ
Jerzy Christ [výsl. přibližně jeři christ] (* 15. září 1958 Katovice) je bývalý polský hokejový útočník.

## Hráčská kariéra

### Klubová kariéra
Hrál za týmy KS Baildon Katowice (1976–1982), GKS Katowice (1983–1984), Polonia Bytom (1984–1989), ve Švýcarsku za Zürcher SC a v Německu za EHC Sauerland/Iserlohner EC. Získal 3 tituly mistra Polska. V polské lize nastoupil ve 423 utkáních a dal 204 gólů.

### Reprezentační kariéra
Polsko reprezentoval na 1984 v Sarajevu a 1988 v Calgary a na 4 turnajích mistrovství světa v letech 1983, 1986, 1987 a 1989. Na mistrovství světa 1986 v Moskvě dal oba polské góly při výhře 2:1 nad Československem. Za polskou reprezentaci nastoupil v letech 1973–1989 v 88 utkáních a dal 34 gólů